# Да Силва, Леонидас
Лео́нидас да Си́лва (порт.-браз. Leônidas da Silva; 6 сентября 1913, Рио-де-Жанейро — 24 января 2004, Котия, Сан-Паулу), более известный как Лео́нидас — бразильский футболист, нападающий. До Пеле некоторыми считался лучшим футболистом страны.

## Биография

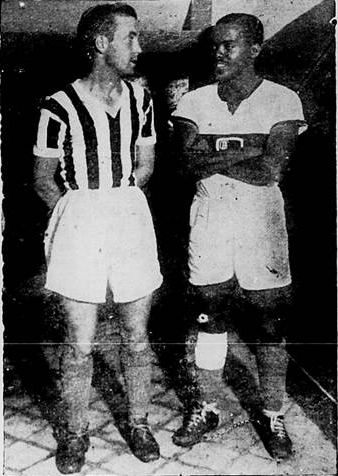
Леонидас и Гарри Хейс

Леонидас родился 6 сентября 1913 в районе Рио-де-Жанейро Сан-Кристован, в семье Маноэла Нунеса да Силвы и его жены Марии, которые назвали сына в честь спартанского царя Леонида. Он с раннего возраста начал играть в футбол в Прая Формоза, недалеко от Понте дос Маринейрос, что очень не нравилось матери мальчика, желавшей, чтобы тот получил образование и больше учился. Одновременно он учился в школе Эпиписиу да Соузы, где у него плохо удавалась математика и литература, зато он был лучшим в физической культуре. В возрасте 13 лет он начал свои футбольные выступления, играя за молодёжный состав клуба «Сан-Кристован».
В 1938 году Леонидас стал лучшим бомбардиром чемпионата мира во Франции, забив, по официальным данным ФИФА, восемь голов в четырёх матчах.
В первом же матче бразильцам противостояла сильная сборная Польши. Матч закончился со счётом 6:5 в пользу Бразилии, а Леонидас в этой игре сделал хет-трик.
В четвертьфинале бразильцы не менее упорно боролись со сборной Чехословакии. Играть пришлось два дня: после первого ничейного поединка (1:1) состоялся дополнительный, где заокеанская команда оказалась сильнее — 2:1. Леонидас отличился и в первой встрече, и во второй.
На полуфинальный матч с действующими чемпионами мира сборной Италии, тренер сборной Бразилии Адемар Пимента почему-то решил не выпускать своего лучшего бомбардира, и в итоге Бразилия в финал не вышла, проиграв со счётом 1:2. Есть две версии такого странного поступка тренера: согласно первой, Леонидас получил травму в матче с Чехословакией; по другой, тренер специально решил поберечь своего лучшего футболиста перед финалом, куда, по его мнению, Бразилия обязана была попасть.
В матче за 3 место против шведов, Леонидас забил ещё два гола и стал лучшим снайпером чемпионата.
Всего за сборную Бразилии Леонидас забил 25 мячей в 24 играх, включая и один гол на чемпионате мира 1934 года в Италии. Тогда Бразилии дальше первого раунда пройти не удалось.
После завершения карьеры игрока Леонидас стал популярным комментатором.
Леонидас умер в 2004 году от болезни Альцгеймера в возрасте 90 лет.

## Бисиклета
Некоторые считают Леонидаса автором так называемой «бисиклеты» (удар через себя в падении). Однако первым в Бразилии этот удар выполнил не он, а Петронильо. И термин «бисиклета» был употреблён газетой «A Platéia» именно после гола Петронильо, ещё до начала карьеры Леонидаса. А ещё ранее, до гола Петронильо, подобный образом забил чилиец Рамон Унсага, но тот гол был прозван в Чили «escuela chorera», а в Аргентине — «La chilena». А после него этот удар практиковал другой чилиец, Давид Арельяно. Леонидаса же признают автором, потому что он первый забил такой мяч на чемпионате мира, за которым наблюдали люди, которые ранее не могли видеть подобный гол.

## Достижения
Командные
- Чемпион штата Сан-Паулу (5): 1943, 1945, 1946, 1948, 1949
- Чемпион Федерального округа (3): 1934, 1935, 1939
- Обладатель Кубка Рио-Бранко: 1932
- Обладатель Кубка Рока: 1945
- Бронзовый призёр чемпионата мира: 1938

Личные
- Лучший бомбардир чемпионата Федерального округа (1891—1960) (2): 1938 (16 голов), 1940 (30 голов)
- Лучший бомбардир чемпионата мира: 1938 (7 голов)

## Статистика выступлений
| Клуб             | Сезон            | Лига | Лига | ТРСП | ТРСП | Прочие | Прочие | Итого | Итого |
| Клуб             | Сезон            | Игры | Голы | Игры | Голы | Игры   | Голы   | Игры  | Голы  |
| ---------------- | ---------------- | ---- | ---- | ---- | ---- | ------ | ------ | ----- | ----- |
| Сирио Либанес    | 1930             | 5    | 5    | -    | -    | 0      | 0      | 5     | 5     |
| Сирио Либанес    | Итого            | 5    | 5    | 0    | 0    | 0      | 0      | 5     | 5     |
| Бонсусессо       | 1931             | 16+  | 12   | -    | -    | 0      | 0      | ?     | 12    |
| Бонсусессо       | 1932             | ?    | 11   | -    | -    | 1+     | 1      | ?     | 12    |
| Бонсусессо       | Итого            | 39   | 23   | 0    | 0    | 1+     | 1      | 40+   | 24    |
| Пеньяроль        | 1933             | 16   | 11   | -    | -    | 0      | 0      | 16    | 11    |
| Пеньяроль        | Итого            | 16   | 11   | 0    | 0    | 0      | 0      | 16    | 11    |
| Васко да Гама    | 1934             | 4    | 1    | -    | -    | 0      | 0      | 4     | 1     |
| Васко да Гама    | Итого            | 4    | 1    | 0    | 0    | 0      | 0      | 4     | 1     |
| СК Бразилия      | 1935             | 0    | 0    | -    | -    | 0      | 0      | 0     | 0     |
| СК Бразилия      | Итого            | 0    | 0    | 0    | 0    | 0      | 0      | 0     | 0     |
| Ботафого         | 1935             | 18   | 9    | -    | -    | 0      | 0      | 18    | 9     |
| Ботафого         | 1936             | 1    | 0    | -    | -    | 0      | 0      | 1     | 0     |
| Ботафого         | Итого            | 19   | 9    | 0    | 0    | 0      | 0      | 19    | 9     |
| Фламенго         | 1936             | 17   | 16   | -    | -    | 5      | 2      | 22    | 18    |
| Фламенго         | 1937             | 16   | 15   | -    | -    | 3      | 3      | 19    | 18    |
| Фламенго         | 1938             | 16   | 15   | -    | -    | 2      | 2      | 18    | 17    |
| Фламенго         | 1939             | 15   | 10   | -    | -    | 3      | 1      | 18    | 11    |
| Фламенго         | 1940             | 24   | 30   | 3    | 6    | 0      | 0      | 27    | 36    |
| Фламенго         | Итого            | 88   | 86   | 3    | 6    | 13     | 8      | 104   | 100   |
| Сан-Паулу        | 1942             | ?    | 13   | -    | -    | 0      | 0      | ?     | 13    |
| Сан-Паулу        | 1943             | ?    | 15   | -    | -    | 0      | 0      | ?     | 15    |
| Сан-Паулу        | 1944             | ?    | 6    | -    | -    | 0      | 0      | ?     | 6     |
| Сан-Паулу        | 1945             | ?    | 16   | -    | -    | 0      | 0      | ?     | 16    |
| Сан-Паулу        | 1946             | ?    | 12   | -    | -    | 0      | 0      | ?     | 12    |
| Сан-Паулу        | 1947             | ?    | 4    | -    | -    | 0      | 0      | ?     | 4     |
| Сан-Паулу        | 1948             | ?    | 11   | -    | -    | 0      | 0      | ?     | 11    |
| Сан-Паулу        | 1949             | ?    | 13   | -    | -    | ?      | 2      | ?     | 15    |
| Сан-Паулу        | 1950             | ?    | 0    | 4    | 1    | 0      | 0      | ?     | 1     |
| Сан-Паулу        | Итого            | ?    | 90   | 4    | 1    | ?      | 2      | ?     | 93    |
| Всего за карьеру | Всего за карьеру | ?    | 225  | 7    | 7    | ?      | 11     | ?     | 243   |

## Личная жизнь
Леонидас по вероисповеданию был католиком, а по политическим предпочтениям — коммунистом. На выборах президента Бразилии 1945 года футболист открыто поддержал кандидата от Бразильской коммунистической партии Йедо Фиусу, сказав: «Я голосовал за Фиусу, потому что я человек из народа». Когда Леонидаса спросили, как он может быть одновременно католиком и коммунистом, тот ответил, что и католическая религия, и коммунизм заботятся о бедных.